# آکرودرماتیت
آکرودرماتیت پاپولار (به انگلیسی: Papular Acrodermatitis) نوعی درماتیت دوران کودکی است که به ویژه دست‌ها و پاها را درگیر می‌کند.

## تظاهرات بالینی
این بیماری موجب التهاب پوست به ویژه در ناحیه دست و پا می‌شود. در علائم آن ممکن است تب خفیف و بی‌حالی نیز مشاهده شود. این بیماری ممکن است با هپاتیت ب و سایر عفونتهای ویروسی مانند EBV همزمان باشد. بیماری مزمن و منتشری است.

## درمان
آکرودرماتیت معمولا به طور خود‌به‌خود طی ۲ تا ۸ هفته بهبود می‌یابد. درمان‌های حماتی برای خارش معمولا کافی است.